# Volga-Dnepr

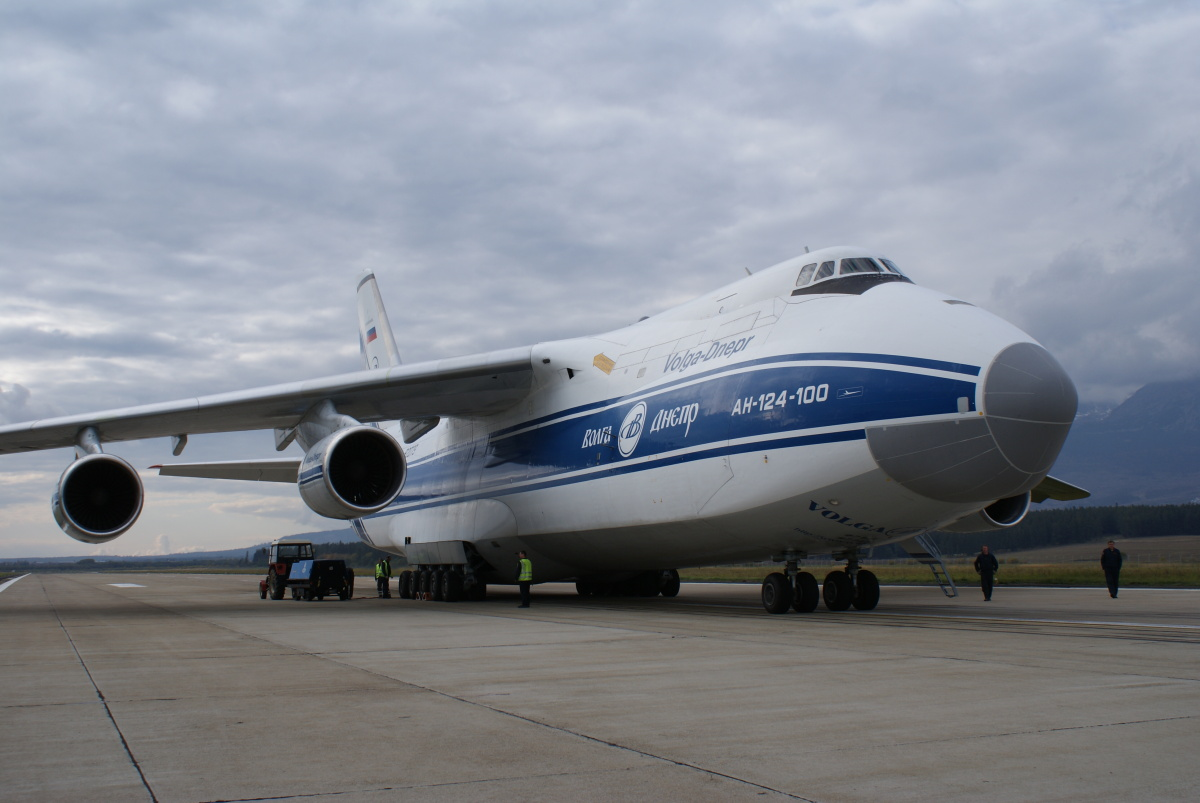
Antonov AN-124-100 van Volga-Dnepr

Volga-Dnepr (Russisch: Волга-Днепр) is een Russische luchtvaartmaatschappij met thuisbasis Oeljanovsk. Volga-Dnepr voert passagiers-, charter- en vrachtvluchten uit binnen Rusland en via haar dochtermaatschappij AirBridgeCargo vanuit West-Europa naar China en Japan. Hiervoor is een tweede basis ingericht in Krasnojarsk. Volga-Dnepr is gespecialiseerd in het vervoer van buitenproportioneel grote vrachten met haar vloot van Antonov An-124-vliegtuigen. Eind 2013 telde het bedrijf 32 vliegtuigen en had 3300 werknemers in dienst.

## Geschiedenis
Volga-Dnepr of Russian International Cargo Airlines is opgericht in 1990. Het vormde met Heavylift een tijd lang een samenwerkingsovereenkomst voor het wereldwijd vercharteren van AN-124 vliegtuigen voor het vervoer van extra grote ladingen. In 2004 werd een dochtermaatschappij opgericht met de naam AirBridgeCargo welke met B-747-vrachtvliegtuigen zich toelegt op vrachtvluchten van West-Europa naar China en Japan waarbij in Krasnojarsk hiervoor een groot overslagcentrum wordt gebouwd.

## Vloot
De vloot van Volga-Dnepr bestaat in december 2013 uit 32 vliegtuigen, waarvan:
- 10 Antonov AN-124-100, maximum laadvermogen 120 ton
- 5 Ilyushin IL-76TD-90VD, laadvermogen 50 ton
- 12 Boeing 747, laadvermogen tussen 116 en 136 ton (afhankelijk van versie)
- 2 Boeing 737
- 3 Antonov An-12

## Resultaten
| Jaar | Omzet (in $ miljoen) | Vracht (in tonnen) | Vloot (in stuks) | Werknemers |
| ---- | -------------------- | ------------------ | ---------------- | ---------- |
| 2009 | 1245,8               | 223.003            | 19               | 2649       |
| 2010 | 1587,4               | 325.592            | 24               | 2878       |
| 2011 | 1685,2               | 347.646            | 28               | 3270       |
| 2012 | 1617,7               | 373.577            | 31               | 3498       |
| 2013 | 1606,8               | 404.650            | 32               | 3283       |